# Stefan Kordic
Stefan Kordic (* 14. Februar 2005 in Innsbruck) ist ein österreichischer Fußballspieler.

## Karriere

### Verein
Kordic begann seine Karriere beim SV Innsbruck. Zur Saison 2019/20 kam er in die AKA Tirol. Zur Saison 2021/22 wechselte er zum Zweitligisten Kapfenberger SV. Sein Debüt die Steirer gab er im Juli 2021 im Erstrundenspiel des ÖFB-Cups gegen den Regionalligisten First Vienna FC. In jener Partie, die die Kapfenberger mit 5:3 gewannen, erzielte Kordic per direktem Freistoß auch prompt sein erstes Tor als Profi. Sein Debüt für die Steirer in der 2. Liga gab er im selben Monat, als er am ersten Spieltag jener Saison gegen den FC Liefering in der Startelf stand. Durch jenen Einsatz wurde der zu jenem Zeitpunkt 16-Jährige zum ersten Spieler in der zweithöchsten Spielklasse, der im Jahr 2005 geboren wurde. In eineinhalb Jahren kam er insgesamt zu zwölf Zweitligaeinsätzen, in denen er ein Tor erzielte.
Im Februar 2023 wechselte Kordic zum Bundesligisten SV Ried, bei dem er einen bis Juni 2024 laufenden Vertrag erhielt. In Ried spielte er aber zunächst für die drittklassigen Amateure.

### Nationalmannschaft
Kordic spielte im Oktober 2019 erstmals für eine österreichische Jugendnationalauswahl. Im November 2022 debütierte er gegen Nordirland für die U-18-Auswahl.